# Fox Kids
Fox Kids fue un bloque de programación estadounidense y un canal de televisión por suscripción internacional de programación especializada principalmente en el público infantil y adolescente. Lanzada por primera vez en 1990, fue transmitido como un bloque de programación en las estaciones de televisión abierta estadounidenses afiliadas a la Fox Broadcasting Company, iniciando sus emisiones como un bloque matutino y, después, expandiéndose como canal independiente en diferentes países. Estuvo inicialmente compuesta por una empresa conjunta entre Fox y sus estaciones afiliadas, y desde 1996, por una sociedad entre Saban Entertainment de Haim Saban y News Corporation, llamada Fox Kids Worldwide (posteriormente Fox Family Worldwide).
Fox Kids fue uno de los espacios más conocidos de la cadena Fox; series como los Power Rangers fueron consideradas un éxito de audiencia y fueron responsables de la creación de más series de televisión y una franquicia de productos y diversos productos de entretenimiento.
A diferencia de Estados Unidos, donde Fox Kids siempre fue un bloque, en el resto del mundo la marca fue principalmente un canal de televisión de emisión las 24 horas. La primera señal se estrenó en Australia, el 1 de octubre de 1995, mediante el operador Foxtel. Al año siguiente se lanzaría en el Reino Unido e Irlanda (mediante BSkyB) y en Latinoamérica, mientras que España lo recibiría en 1998, en medio de una fuerte expansión en Europa y el Medio Oriente. En 2001 Fox Family Worldwide, la empresa matriz de Fox Kids, fue vendida a The Walt Disney Company, debido a su baja audiencia en Estados Unidos. A partir de 2004 Disney relanzaría las señales bajo la marca Jetix.

## Historia

### Nacimiento
Fox Kids, como tal, fue originalmente fundado el 8 de septiembre de 1990 bajo el nombre de Fox Children's Network, siendo un bloque de programación de dos horas en las cadenas pertenecientes y afiliadas a la compañía Fox con una programación de dibujos animados propios del canal, en competencia con el bloque The Disney Afternoon que Disney estaba implementando en diferentes televisoras. El bloque estaba encabezado por la presidenta de la división Margaret Loesch y su programación se emitía 30 minutos al día de lunes a viernes y 3 horas los sábados por la mañana. En septiembre de 1991, el espacio se renombra como Fox Kids Network y se expandió a 90 minutos de lunes a viernes y 4 horas los sábados por la mañana. Las ediciones de lunes a viernes del bloque aumentaron a tres horas al año siguiente.
En 1996, la rama Fox Children's Productions de News Corporation, y la compañía Saban Entertainment (del israelí Haim Saban) que era la empresa que creaba y distribuía los dibujos animados del canal y que logró una alianza estratégica con Fox, se fusionaron para formar una subsidiaria fuera de Estados Unidos, llamada Fox Kids Worldwide, con el objetivo de convertirse en una empresa pública y para expandirse internacionalmente, lanzando canales localizados de Fox Kids en Europa y Latinoamérica. Al año siguiente, producto de la compra de International Family Entertainment (IFE), fue renombrada Fox Family Worldwide. La idea era colocar programación de Fox Kids en la televisión por cable, al haber adquirido el canal The Family Channel propiedad de IFE, para competir con cadenas como Cartoon Network y Nickelodeon.
Fox Kids en Latinoamérica fue lanzado inicialmente como un bloque de programación infantil de emisión diaria por el canal Fox el 17 de octubre de 1994. Luego pasaría a transformarse en un canal propio el 20 de noviembre de 1996. En Australia se lanzó el 1 de octubre de 1995, en el proveedor de televisión por cable y satélite Foxtel. En 1996, se lanzó Fox Kids Reino Unido, la primera señal europea, nacida en dicho país en 1996 por el operador Sky. Por otra parte en España, la señal Fox Kids se lanzó el 4 de diciembre de 1998.

### Cese de emisiones
A finales de 2001, Haim Saban vendió el grupo Fox Family Worldwide (esto incluyó al bloque y canales Fox Kids, al canal Fox Family y a su propia compañía, Saban Entertainment) a The Walt Disney Company luego de que, en Estados Unidos, bloques como Kids' WB en el canal The WB y canales como Cartoon Network y Nickelodeon sobrepasaran el índice de audiencia de Fox Kids, lo que llevó al bloque a perder audiencia en las distintas cadenas donde se transmitía, llevando a su disolución en ese país. El bloque Fox Kids en el canal Fox fue renombrado Fox Box debido a la adquisición. Sin embargo, todos los canales Fox Kids al nivel internacional siguieron sus emisiones sin cambio alguno (a pesar de que Disney era su nuevo propietario, conservó su nombre), hasta 2004 y 2005, donde en la mayoría de los países fue reemplazado por Jetix (el cual fue reemplazado años después por Disney XD o Disney Channel entre 2009 y 2010, dependiendo del país).

## Bloques de programación en Latinoamérica

### Mini Fox Blox (2000)
Bloque que se emitía de lunes a viernes por la mañana basado en series clásicas para niños. Luego fue reemplazado por Itsy Bitsy.

### Itsy Bitsy (2000-2001)
Bloque que se emitía de lunes a viernes por la mañana a partir de las 8:00 hasta las 10:00 donde se emitía varios programas dedicados a los más pequeños de la casa. Emitió series como:
- Charley & Mimmo
- Tom and Vicky
- The Animal Shelf
- La Calle del Zoológico 64
- Budgie, el pequeño helicóptero
- ZZZap!

### Súper-Chiflados (2000-2002)
Bloque que se emitía todos los días al mediodía a partir de las 11:00 hasta las 14:00 donde se emitía los mejores programas y dibujos animados llenos de comedia e incluyendo un único anime el cual era Súper Cerdita que nunca estuvo en el bloque de Invasión Anime por ser más que todo un anime de humor. Emitió dibujos como:
- Súper Cerdita
- Angela Anaconda
- Oggy y las cucarachas
- El nuevo show del Pájaro Loco
- Los Cerditos de al Lado
- Los Mega Bebés
- El Mundo de Bobby
- Travesuras del Aula 402
- Super Duper Sumos

### Clásicos de la Medianoche (2001)
Bloque que se emitía de lunes a viernes a partir de la medianoche donde se transmitían algunos dibujos animados clásicos, luego de este bloque se comenzó con la emisión de una propuesta relativamente similar llamada Insomnio. Emitió series animadas como:
- El Pájaro Loco
- El Hombre Araña y sus Increíbles Amigos
- La Mujer Araña
- Iron Man
- El Increíble Hulk

### Girl Power (2001-2002)
Bloque que se emitía de lunes a viernes por la mañana a partir de las 9:00 hasta las 11:00 e incluía dibujos animados para chicas. Se emitió de 2001 a 2002, cuando por falta de audiencia el bloque desapareció, aunque algunas de sus series se siguieron emitiendo en el canal hasta que cambió de nombre a Jetix. Emitió dibujos como:
- Wheel Squad
- Mimi
- Tres espías sin límite
- Mary-Kate y Ashley en acción
- Dientes de Lata
- Angela Anaconda

Un bloque con el mismo nombre se transmitía en Cartoon Network los domingos en la mañana, con la misma temática pero con películas y diferentes series, como curiosidad, la única serie que comparten el bloque de Fox Kids y el de Cartoon Network era la serie animada ya antes mencionada "Tres espías sin limite".

### Insomnio (2001-2003)
Bloque llamado en sus inicios como Insomnia (2001), espacio que se emitía todos los días por la madrugada a partir de las 0:00 hasta las 6:00 e incluía programas clásicos y nuevos como:
- Los Misterios de Moville
- Los Tres Chiflados
- El Zorro
- Batman
- El Gordo y el Flaco
- Los locos Adams
- La Familia Monsters
- Mortadelo y Filemón
- Dilbert
- El Hombre Araña y sus Increíbles Amigos
- Los 4 Fantásticos

### Cineskopio (2001-2004)
Bloque en el cual se transmitía películas, fue uno de los bloques más duraderos, ya que se siguió emitiendo después del cambio a Jetix hasta el cierre de dicho canal en 2009. Algunas de las películas que este bloque transmitió son El príncipe de Egipto, Chicken Run, Jumanji, Shrek y The Road to El Dorado

### Invasión Anime (2001-2004)
Uno de los bloques más exitosos que tuvieron en Fox Kids, se estrenó el 1 de marzo de 2001 y comenzó emitiéndose todos los días pero a partir del 2003 se emitía de lunes a viernes siempre por la tarde a partir de las 17:30 hasta las 21:30 e incluía sólo animación japonesa. Fue uno de los bloques más duraderos, ya que se siguió emitiendo incluso después del cambio a Jetix. Finalmente, el bloque fue retirado en 2006. Jetix estrenó en el bloque B-Daman. Emitió series anime como:
- Digimon
- Monster Rancher
- Flint, el Detective del Tiempo
- DinoZaurs
- Patlabor
- Shinzo
- Los Caballeros del Mundo Mon
- Medabots
- La Autopista
- Heavy Gear
- Transformers
- Beyblade
- Shin-Chan
- Shaman King
- Kirby
- Kid Músculo
- Megaman NT Warrior

### Mysteria (2001-2004)
Bloque que se estrenó un 3 de marzo de 2001 junto con el estreno de la serie Real Scary Stories, incluía series dirigidas al misterio y lo paranormal. Empezó su emisión los sábados por la noche a partir de las 21:30 hasta las 0:00 luego para 2003 comenzó también a emitirse los viernes y domingos. El bloque se siguió emitiendo también incluso después del cambio a Jetix, que estreno en el bloque Ciencia traviesa y Los Misterios del Oráculo hasta ser finalmente retirado en 2006, lo que lo convierte, junto con Cineskopio e Invasión Animé, en uno de los bloques más duraderos. Emitió series como:
- Escalofríos
- Los nuevos locos Addams
- Real Scary Stories
- Qué Raro
- El Colegio del Agujero Negro

### ¿Quién tiene el control? (2001-2004)
Bloque con programación especial según la votación entre tres series en la web de Fox Kids. Este bloque se siguió emitiendo luego del cambió a Jetix hasta el cierre del mismo en 2009.

### Doble Carga (2003-2004)
Bloque transmitido los domingos al mediodía en el cual emitían 1 hora (2 episodios consecutivos) de series aleatorias. Se siguió emitiendo en Jetix hasta 2007.

## Cortos
- Video Musical (1997-2001) transmitía en los intermedios comerciales los Videoclips de artistas muy populares en aquella época como Christina Aguilera, Backstreet Boys, Spice Girls, N Sync, Britney Spears, Westlife, Gorillaz y Red Hot Chili Peppers entre otros.
- Copa Fox Kids (1999-2004)
- Jack & Marcel (2000-2001)
- Grandes Momentos del Deporte
- Fútbol con Juan Carlos (2000-2004)
- Lenore, la dulce niña muerta (2000-2004)
- Mafalda (2000-2004)
- Los Luchadores (2001)
- Viviendo con Lionel (Living with Lionel 2001-2003)
- Copa Preguntas (2002-2003)
- X - Cam (2002-2004)
- Secretos del Fútbol
- Proverbio Oriental
- Copa Noticias (2003) con Quique Wolff y JuanPi Tártara
- Batallón (2003-2004) empezó siendo un bloque de series random de batallas. Luego en 2004 cambia a informar sobre las series del canal, estaba presentado por Tommy Energy, campeón en la corriente alterna, Ursa, la reina del cuadrilátero y Quebranta Huesos, la aplanadora humana de Occidente.
- Pucca Funny Love (2004)
- Valle Basura (fue estrenada un mes antes del cierre en 2004)

## Copa Fox Kids
- Copa Fox Kids (2000-2004)
- Copa Jetix (2004-2008)
- Copa Disney (2009-2010)